# Équipe du Brésil féminine de rugby à sept
L'équipe du Brésil féminine de rugby à sept est l'équipe qui représente le Brésil dans les principales compétitions internationales de rugby à sept au sein de la série mondiale de rugby à sept, de la Coupe du monde de rugby à sept, des Jeux panaméricains, des championnats sud-américains et des Jeux olympiques d'été.

## Histoire
Alors que s'ouvre la première édition de la série mondiale féminine de rugby à sept pendant la saison 2012-2013 (en), la sélection brésilienne prend part à la compétition en tant qu'équipe invitée pour les quatre tournois,,.
L'équipe du Brésil est classée comme la meilleure équipe féminine sud-américaine à sept, remportant chaque édition du championnat d'Amérique du Sud, à l'exception de l'édition 2015 où elle n'a pas participé, alors en préparation pour les Jeux olympiques de Rio.

## Identité visuelle
Le maillot de l'équipe nationale brésilienne adopte en mars 2012 son propre logo, différent de celui de la fédération ; il met en avant un représentant des Tupi, l'un des peuples indigènes du Brésil. Les joueuses des équipes nationales féminines sont par la suite surnommées as Yaras (en), d'après une figure tupi-guarani du folklore brésilien, à partir de mai 2021 afin d'adopter leur propre identité.

Évolution du logo
Logo de 2012 à mai 2021.
Logo depuis mai 2021.

## Palmarès
Jeux olympiques d'été (première édition en 2016)
- 2016 (Brésil) : neuvième (pays hôte)
- 2020 (Japon) : onzième
- 2024 (France) : qualifiée du 28 au 30 juillet.

Coupe du monde (première édition en 2009)
- 2018 (États-Unis) : treizième
- 2013 (Russie) : treizième
- 2009 (Émirats arabes unis) : dixième

Série mondiale (première édition en 2012-2013)
- 2015-2016 : dixième
- 2014-2015 : dixième
- 2013-2014 : neuvième
- 2012-2013 : dixième

Jeux panaméricains (première édition en 2015)
- 2015 (Canada) : médaille de bronze (troisième)

championnat de rugby à sept féminin d'Amérique du sud (première édition en 2004)
- 2004 - 1e
- 2005 - 1e
- 2007 - 1e
- 2008 - 1e
- 2009 - 1e
- 2010 - 1e
- 2011 - 1e
- 2012 - 1e
- 2013 - 1e
- 2014 - 1e
- 2015 - exemptée

## Joueuses
La liste suivante reprend les joueuses convoquées pour l'étape brésilienne de la série mondiale 2022.
| Joueuse           | Équipe                |
| ----------------- | --------------------- |
| Luiza Campos      | Charrua RC            |
| Raquel Kochhann   | Charrua RC            |
| Mariana Nicolau   | São José Rugby        |
| Leila Silva       | Leoas de Paraisópolis |
| Thalia Costa      | Delta Rugby           |
| Aline Frutado     | Rugby USP             |
| Thalita Costa     | Delta Rugby           |
| Andressa Alves    | Charrua RC            |
| Gariela Lima      | Charrua RC            |
| Edna Santini      | São José Rugby        |
| Bianca Silva      | Leoas de Paraisópolis |
| Marcelle Souza    | Charrua RC            |
| Marina Fioravanti | Band Saracens         |